# Heminothrus capillatus
Heminothrus capillatus är en kvalsterart som först beskrevs av Berlese 1914.  Heminothrus capillatus ingår i släktet Heminothrus och familjen Camisiidae.

## Underarter
Arten delas in i följande underarter:
- H. c. capillatus
- H. c. kikonaiensis
- H. c. peltiferinus